# Višnja vas
Višnja vas – wieś w Słowenii, w gminie Vojnik. W 2018 roku liczyła 250 mieszkańców.